# Torpacarus cinctus
Torpacarus cinctus är en kvalsterart som beskrevs av Wallwork 1962. Torpacarus cinctus ingår i släktet Torpacarus och familjen Lohmanniidae. Inga underarter finns listade i Catalogue of Life.